# Il cantante misterioso
Il cantante misterioso è un film italiano del 1955 diretto da Marino Girolami.

## Produzione
La pellicola, a carattere musicale, è ascrivibile al filone dei melodrammi sentimentali, comunemente detto strappalacrime, allora in voga tra il pubblico italiano, in seguito ribattezzato dalla critica con il termine neorealismo d'appendice.

## Distribuzione
Il film venne distribuito nel circuito cinematografico italiano il 26 gennaio del 1955.

## Accoglienza
Il film fu il 69º incasso al botteghino italiano della stagione cinematografica 1954-1955.